# 14575 Jamesblanc
14575 Jamesblanc (1998 QC92) là một tiểu hành tinh vành đai chính được phát hiện ngày 28 tháng 8 năm 1998 bởi nhóm nghiên cứu tiểu hành tinh gần Trái Đất phòng thí nghiệm Lincoln ở Socorro.